# Emile Antony
Emile Antony (* 22. Juni 1943) ist ein ehemaliger luxemburgischer Fußballspieler.
Er gab am 31. März 1968 bei einem Freundschaftsspiel gegen eine französische Amateurauswahl nach Einwechslung in der zweiten Halbzeit sein Debüt in der Nationalmannschaft und erzielte dabei das einzige Tor der Luxemburger. Es blieb sein einziges Länderspiel.